# Босгра, Ситсе
Ситце Ян Босгра (нидерл. Sietse Jan Bosgra, 21 сентября 1935 — 8 января 2023) — голландский политический активист.
Босгра наиболее известен за выступления против колониализма и апартеида.

## Биография
Босгра изучал физику в Амстердамском университете и получил диплом по ядерной физике. Будучи студентом, он принял участие в сопротивлении колониализму. Босгра был одним из основателей Комитета Анголы (нидерл. Angola Comité) в 1961 году, который был создан в ответ на португальские репрессии в Анголе. Деятельность комитета также началась с поддержки освободительных движений в Гвинее-Бисау, Мозамбике и Южной Африке.
В 1976 году комитет был переименован в Комитет Южной Африки (нидерл. Komitee Zuidelijk Afrika).
В 1982 году Босгра был одним из инициаторов Фонда Года ООН по санкциям против ЮАР (англ. UN Year Foundation for Sanctions against South Africa) за культурный бойкот Южной Африки из-за режима апартеида. В 1980-х годах он также выступал за введение нефтяного эмбарго против ЮАР.
Когда апартеид перестал быть актуальной проблемой, Босгра больше сосредоточил свое внимание на Ближнем Востоке. Например, в 2011 году он был одним из лидеров сопротивления, в том числе в рядах партии Зелёные левые, возможному созданию новой полицейской миссии в Кундузе в Афганистане.
Босгра был связан с Нидерландским институтом Южной Африки, и он был секретарем Нидерландского института Палестины-Израиля (англ. Netherlands Institute for Palestine-Israel, NIPI).

## Награды
В 1977 году Босгра получил премию «Dick Scherpenzeel Prize»